# Filip Crhák
Filip Crhák (22. srpna 1975 – 11. června 2017 Beroun) byl český výtvarný umělec, fotograf a profesionál v oblasti digitální komunikace. Používal také pseudonymy Tomáš Jasný, Philip Dvorský nebo Čočkin.

## Život
Ve svém profilu na LinkedIn uvedl studium filologie na Univerzitě Karlově a v letech 1993–1997 studium na Future TechCom Institute. Spoluzakládal českou graffiti scénu, když vnikal do střežených prostor, aby zde tvořil svá díla. Spoluzaložil společnost Internet Design. Od roku 2015 působil s Tomášem Dontem a Ondřejem Klímou ve společnosti Artwise (pod pseudonymem Filip Dvorský) a od léta 2016 spolu s Martinem Fischerem i v portrétním pop-artovém sítotiskovém studiu Pop-Machine. Vytvářel velkoformátové „murály“ (nástěnné malby) podle vlastních fotografií, opatřené podpisem ZooM. Např. v roce 2016 spoluorganizoval a sám se i podílel na sprejerské výzdobě autobusového terminálu u Smíchovského nádraží v Praze. Byl též zakládajícím členem umělecké skupiny Ztohoven. Koncem dubna 2017 měl těžkou dopravní nehodu na motocyklu,  11. června zemřel na plicní embolii. Zůstala po něm přítelkyně a dvě děti.